# 아시아의 프로 야구

## 아시아

### 대한민국
더 자세한 정보는 한국의 프로 야구를 참고할 것.

#### KBO(KBO)
- 두산 베어스
- LG 트윈스
- KIA 타이거즈
- 삼성 라이온즈
- 롯데 자이언츠
- 한화 이글스
- SSG 랜더스
- 키움 히어로즈
- NC 다이노스
- KT 위즈

#### 소멸된 구단(변경구단 포함)
- 쌍방울 레이더스
- 현대 유니콘스
- MBC 청룡
- 청보 핀토스
- 태평양 돌핀스
- 삼미 슈퍼스타즈
- 빙그레 이글스
- OB 베어스
- SK 와이번스

### 일본

#### 일본야구기구(NPB)
더 자세한 정보는 일본의 프로 야구를 참고할 것.

##### 센트럴 리그
- 요미우리 자이언츠
- 주니치 드래건스
- 한신 타이거스
- 히로시마 도요 카프
- 요코하마 베이스타스
- 도쿄 야쿠르트 스왈로스

##### 퍼시픽 리그
- 후쿠오카 소프트뱅크 호크스
- 사이타마 세이부 라이온스
- 도호쿠 라쿠텐 골든이글스
- 홋카이도 닛폰햄 파이터스
- 지바 롯데 마린스
- 오릭스 버펄로스

##### 2군

###### 이스턴 리그
- 홋카이도 닛폰햄 파이터스
- 도호쿠 라쿠텐 골든이글스
- 사이타마 세이부 라이온스
- 지바 롯데 마린스
- 요미우리 자이언츠
- 도쿄 야쿠르트 스왈로스
- 쇼난 시렉스

###### 웨스턴 리그
- 주니치 드래건스
- 한신 타이거스
- 오릭스 버펄로스
- 히로시마 도요 카프
- 후쿠오카 소프트뱅크 호크스

##### 독립 리그

###### 시코쿠 규슈 아일랜드 리그
- 에히메 만다린 파이렛츠(愛媛マンダリンパイレーツ) (2005 ~
- 가가와 올리브 가이너스(香川オリーブガイナーズ) (2005 ~
- 고치 파이팅 독스(高知ファイティングドッグス) (2005 ~
- 도쿠시마 인디고 삭스(徳島インディゴソックス) (2005 ~
- 후쿠오카 레드 와블러스(福岡レッドワーブラーズ) (2008 ~
- 나가사키 세인츠(長崎セインツ) (2008 ~

###### 베이스볼 챌린지 리그
- 니가타 알비렉스 베이스볼 클럽(新潟アルビレックス・ベースボール・クラブ) (2007 ~
- 시나노 그랜드세로우스(信濃グランセローズ) (2007 ~
- 군마 다이아몬드 페가수스(群馬ダイヤモンドペガサス) (2008 ~
- 도야마 선더버스(富山サンダーバーズ) (2007 ~
- 이시카와 밀리온 스타스(石川ミリオンスターズ) (2007 ~
- 후쿠이 미라클 엘레판츠(福井ミラクルエレファンツ) (2008 ~

###### 간사이 독립 리그
- 코리아 해치
- 아카시 레드 솔저스
- 기슈 레인저스
- 고베 나인 크루즈

###### JFBL
- 오사카 골드 빌리캐인스
- 미에 쓰리애로스

### 중국

#### 중국야구리그(中国棒球聯賽, CBL)

##### 서남화북지구
- 베이징 타이거스(北京猛虎)
- 톈진 라이온스(天津雄獅)
- 쓰촨 드래건스(四川蛟龍)

##### 동남화남지구
- 상하이 골든이글스(上海金鷹)
- 광둥 레오파스(広東獵豹)
- 장쑤 호프스타스(江蘇希望之星)
- 허난 엘리펀드(河南吉象)

### 중화민국

#### 중화직업봉구연맹(CPBL)
- 슝디 엘리펀츠
- 퉁이 세븐일레븐 라이온즈
- 싱농 불스
- 라뉴 베어스
- 웨이취엔 드래건스
- 타이강 호크스

#### 대만직업봉구대연맹(TML) - 소멸
- 타이베이 타이양
- 지아난 용스
- 가오핑 레이공
- 타이중 진캉

#### 소멸된 팀(CPBL)
- 싼샹 타이거스
- 디미디어 티렉스
- 중신 웨일스

### 필리핀

#### 베이스볼 필리핀스
- 바탕가스 불스
- 세부 돌핀스
- 마닐라 샤크스
- 두마게테 유니 바이커스
- 알라방 타이거스
- 타기그 포워드 패트리엇스